# Olympiakos CFP
Olympiacos CFP (grč. ΟΣΦΠ - Ολυμπιακός Σύνδεσμος Φιλάθλων Πειραιώς  - Olympiakos Syndesmos Filathlon Peiraios) je jedno od najvećih športskih društava u Grčkoj.Osnovano je 10. ožujka 1925. Ukljućuje sekcije u 17 sportova kao što su nogomet, košarka, vaterpolo, odbojka, plivanje, stolni tenis, boks, atletika, streljaštvo, itd.

## Nogomet
Nogometna momčad Olympiakosa je ujedno i najtrofejniji nogometni klub u Grčkoj s 48 naslova prvaka, 29 osvojenih kupova, 4 superkupa Grčke  i 1 naslovom UEFA Konferencijske lige. Najveći rivali su Panathinaikos i AEK iz Atene, lokalni suparnik iz Pireja Ethnikos te PAOK i Aris iz Soluna.

## Košarka
Košarkaška momčad Olympiakosa je jedan od vodećih grčkih klubova, stalni sudionik ULEB-ove Eurolige.Može se podičiti s jednim naslovom europskog prvaka, 15 prvenstava i 12 kupova Grčke, 3 kupa sampiona, 1 intercontinentalni kup. Glavni rivali su "Panathinaikos" i "AEK" iz Atene i "Aris" Solun.

## Vaterpolo
Vaterpolo momčad "Olympiakosa" se može podičiti s jednim naslovom europskog prvaka, 39 naslova prvaka i 26 osvojenih kupova Grčke, 5 superkupova Grčke, 2 puta prvak Europe i jedan superkup Europe. Glavni suparnik Olympiakosa je gradski rival Ethnikos.

## Odbojka
Odbojkaška momčad "Olympiakosa" je osvojila 32 naslova prvaka, 18 kupova, 7 liga kupova i 3 superkupova Grčke, te 2 kupova pobjednika kupova (poznatog kao i Top Teams Cup), i 1 Challenge Cup

## Rukomet
Rukomet momčad "Olympiakosa" je osvojila 5 naslova prvaka, 3 kupa, i 3 superkupa Grčke.